# Runowo (województwo warmińsko-mazurskie)
Runowo (niem. Raunau) – wieś w Polsce położona w województwie warmińsko-mazurskim, w powiecie lidzbarskim, w gminie Lidzbark Warmiński.
Do 1954 roku oraz w latach 1973–1976 miejscowość była siedzibą gminy Runowo. W latach 1975–1998 miejscowość położona była w województwie olsztyńskim. Wieś znajduje się w historycznym regionie Warmia, nad rzeką Drwęcą Warmińską.
Wieś wymieniana w dokumentach już w roku 1347, lokowana przez biskupa warmińskiego Jana Stryprocka w 1359 r. Gotycki kościół z XV w. uległ zniszczeniu w pożarze w połowie XIX w. W roku 1852 został odbudowany i powiększony. Obecnie jest to kościół pw. św. Apostołów Szymona i Judy Tadeusza, rokokowy ołtarz przeniesiony z fary z Królewca. We wnętrzu świątyni znajduje się granitowe baptysterium oraz późnoklasycystyczne ołtarze boczne i chór. We wsi znajdują się dwie kapliczki przydrożne z XIX w.